# Sydbanen
Sydbanen er en statsejet jernbane mellem København og Nykøbing Falster, hvorfra banen fortsætter med udgreninger til både Rødbyhavn og Gedser. Den egentlige Sydbane strækker sig fra Ringsted til Rødby Færge/Gedser, mens strækningen København-Ringsted er delt med Vestbanen. Strækningen mellem Nykøbing Falster og Gedser kaldes populært Gedserbanen.

## Historie

### Den Sjællandske Sydbane
Den Sjællandske Sydbane fra Roskilde over Køge og Næstved til Masnedsund blev bygget af Det Sjællandske Jernbaneselskab på en koncession fra den 24. januar 1868 og banen blev indviet den 4. oktober 1870. Denne banes delstrækning Roskilde - Køge - Næstved benævnes nu ofte som Lille Syd.

### Falsterbanen
Falsterbanen fra Orehoved til Nykøbing Falster blev også af bygget af Det Sjællandske Jernbaneselskab, som en del af koncessionen fra den 24. januar 1868. Byggeriet startede i 1871 for at kunne overholde betingelserne om at banen skulle være åbnes inden 1873. Under bygning af banen blev den overdraget til det Tietgen-dominerede selskab, det Lolland-Falsterske Jernbane Selskab, der også have som opgave at bygge og drive banen fra Nykøbing Falster til Nakskov. Det Sjællandske Jernbaneselskab havde i forbindelse med koncessionen på Nordvestbanen fået mulighed for at blive løsnet fra Falsterbanen, og Tietgen have hjulpet selskabet med finansieringen af det projekt for derimod at kunne overtage kontrollen med banen på Falster. Banen blev åbnet den 22. august 1872.
Den 15. januar 1884 blev Falster koblet til det sjællandske jernbanenet med færgeforbindelsen Masnedø-Orehoved. Sydbanen blev forlænget over den første Masnedsundbro til et færgeleje ved Storstrømmen. Der blev også anlagt færgelejer i Orehoved og en færge blev anskaffet til ruten.

### Gedserbanen
Gedserbanen havde hjemmel i jernbaneloven af 23. maj 1873. Der havde været ansøgere fra Tyskland, som dog ikke kunne rejse den nødvendige kapital. I 1883 indgik Danmark en postkonvention med Tyskland, hvor en Gedserbane samt skibsforbindelse fra Gedser til Warnemünde var en forudsætning. Regeringen bad Tietgen om finansiering af banen og han fik koncession på den, den 29. maj 1884. Det Lolland-Falsterske Jernbane Selskab kunne ikke finansiere banen og regeringen kunne ikke få evt. ny lovgivning igennem rigsdagen. I stedet dannede Tietgen selskabet Gjedser Jernbane til formålet. Banen blev åbnet den 1. juli 1886 og driften blev forpagtet ud til det Lolland-Falsterske Jernbane Selskab.
Økonomien for Gedserbanen var ikke god for det Lolland-Falsterske Jernbane Selskab, og staten ville meget gerne overtage denne internationale rute. Den 1. januar 1893 overtog DSB driften af strækningen Orehoved-Nykøbing Falster og forpagtede nu driften. Ejerskabet af Gedserbanen overgik til den tidligere forpagter, Lollandsbanen, efter Tietgens død. Strækningen blev overtaget af staten da det Lolland-Falsterske Jernbane Selskab lukkede den 31. juni 1954 efter økonomiske vanskeligheder. Den 1. juli 1954 blev det nye selskab Lollandsbanen A/S oprettet, forinden var Falsterbanen og Gedserbanen blev solgt til DSB.
DSB drev strækningen med fokus på gods- og passagertransport til Tyskland via Gedser havn frem til 1995, hvor det sidste tog til Tyskland kørte. Herefter var Gedserbanen at betragte som en ren lokalbane drevet af DSB.
DSB fortsatte driften af Gedserbanen frem til køreplan 2010, hvor forligskredsen bag en grøn transportpolitik besluttede at ophøre betjeningen. Baggrunden var, at driftsomkostningerne pr. passager var fem gange højere end den næstdyreste strækning på Banedanmarks net. Samtidig stod strækningen overfor at skulle gennemgå en større renovering til 112 mio. kroner, hvis den fortsat skulle holdes operativ. Hertil kom yderligere 200 mio. kroner til at udrulle ERTMS niveau 2 på strækningen. DSB og Transportministeriet gjorde dog heller ikke meget for at øge passagerindtægterne, idet der de sidste år blot kørte et enkelt tog i døgnet. Samtidigt kørte der 24 busafgange i døgnet parallelt med banen. Til forsvar for den meget begrænsede banebetjening, bør det dog nævnes, at det potentielle opland til Gedserbanen kun udgjorde 850 mennesker i en fraflytterkommune. Hermed kan det argumenteres, at banens betjening udgjorde en dansk variant af det engelske fænomen "Parliamentary train".
Efter DSB stoppede med at køre passagertog blev banen brugt som teststrækning for justering af de upålidelige IC4 tog, samtidig med at lokale veterantogsforeninger kørte på strækningen af og til. Senere blev delstrækningen Væggerløse til Gedser dog totallukket, fordi en bevogtet overkørsel var defekt, og Transportministeriet ikke ville bevilge penge til at renovere overkørslen. I 2014 blev der imidlertid givet tilladelse til veterankørsel.

### Midtbanen
Som den første del af Den Sjællandske Midtbane blev den dobbeltsporede Ringsted-Næstved åbnet den 1. juni 1924. Det meste af den gennemgående trafik flyttedes til denne strækning. Efterfølgende blev strækningen imellem Vordingborg og Næstved udbygget dobbeltspor.

### Storstrømsbroen
Den 26. september 1937 blev Storstrømsbroen indviet med en ny bro over Masnedsund og den gamle færgeoverfart nedlagt.

### Fugleflugtslinjen
Allerede under besættelsen blev bygningen af strækning Nykøbing Falster-Rødby Færge påbegyndt, dog uden at blive færdig. I 1955 blev det aftalt med Vesttyskland at Fugleflugtslinjen skulle bygges færdig. Trafikken flyttedes fra Gedser-Großenbrode og der blev bygget en ny bro ved Nykøbing Falster – Frederik d. 9's Bro. Den 14. maj 1963 blev den nye strækning åbnet for trafik.

### Lukning af Rødbybanen
I 2021 blev strækningen lukket fra Nykøbing F til Rødby. Strækningen forventes at genåbne med den faste Femernforbindelse.

### Fremtiden
Den 2. september 2008 indgik en række af Folketingets partier et forlig, der betyder en væsentlig udbygning af sydbanen. Ifølge aftalen skal strækningen mellem Ringsted og Rødby Færge elektrificeres, og de første eltog mellem Ringsted og Næstved kørte i 2021, og til Vordingborg i 2023. Desuden skal der anlægges et ekstra spor mellem Vordingborg og Rødby Færge. Hele strækningen bliver dermed dobbeltsporet. Udbygningen skyldes hensynet til Femern Bælt-forbindelsen, og skal finansieres ved brugerbetaling.
Den 21. marts 2013 indgik Parterne bag aftalen om En grøn transportpolitik fra 2009 - regeringen (Socialdemokraterne, Det Radikale Venstre, Socialistisk Folkeparti), Venstre, Dansk Folkeparti, Liberal Alliance og Det Konservative Folkeparti - en aftale om en række nye initiativer på transportområdet. Heriblandt at bygge en ny kombineret vej- og dobbeltsporet jernbanebro over Storstrømmen dimensioneret til 200 km/t for passagertog. Endvidere vedtog parterne at etablere en ny dobbeltsporet betonbro over Masnedsund - ligeledes til 200 km/t samt at opgradere hele Sydbanen til en strækningshastighed på 200 km/t.
Kurver rettes ud som del af projektet, f.eks. bliver sporet nord for Glumsø flyttet 200 meter.
Den nye storstrømsbro forventes færdig i 2027.

## Trafik
Sydbanen er, målt på antallet af passagerer, landets 5. største passagerjernbane, efter S-togsnettet, Vestbanen, Øresunds-/Kystbanen og Nordvestbanen[kilde mangler]. Den mest benyttede station på strækningen er Næstved, hvorfra der rejser cirka 9.000 daglige passagerer.
Lokaltog mellem Ringsted og Næstved blev reduceret i 1960'erne, hvor de små stationer blev lukket i 2 omgange i 1962 og 1966. Lokaltrafik på Gedserbanen blev afviklet i 1974 og ved indførelse af regionaltog i timedrift i 1982 blev 4 små stationer imellem Næstved og Nykøbing Falster lukket.
Sydbanen til Rødbyhavn er en del af Fugleflugtslinjen og var før Storebæltsforbindelsens åbning meget benyttet af godstog, men frem til 2019 var det primært EuroCity-togene til Hamburg, der kørte på strækningen.
Strækningen mellem Nykøbing og Gedser var meget lidt trafikeret. På strækningen kørte i 2008 kun et tog i hver retning i døgnet. Derfor blev det besluttet at indstille driften på strækningen i 2010.. Sidste tur blev således kørt i december 2009 ved overgangen til den nye køreplan.
Persontogsdriften varetages af DSB.

## Stationer på Sydbanen
Stationer indtil Ringsted – se i artiklen Vestbanen
- Ringsted Station (Rg)
- Englerup Billetsalgssted (Eu), nedlagt i 1962
- Vrangstrup Station (Vst), nedlagt i 1966
- Tyvelse Trinbræt (Tyt), nedlagt i 1962
- Glumsø Station (Gz)
- Herlufmagle Station (Rm), nedlagt i 1966
- Søgård Trinbræt (Sgt), nedlagt i 1936.
- Rislev Billetsalgssted (Ris), nedlagt i 1962
- Næstved Station (Næ), forbindelse til Lille Syd og havde forbindelse til Slagelse-Næstved og Næstved-Præstø-Mern Banen
- Lov Station (Lo), nedlagt som trinbræt i 1982
- Ring Trinbræt (Rit), nedlagt i 1982
- Lundby Station (Lu)
- Klarskov Station (Kr), nedlagt som trinbræt i 1982
- Vordingborg Station (Vo), havde forbindelse til Kalvehavebanen
- Masnedø Station (Mn), Danmarks første fjernstyrede krydsningsstation, trinbræt indtil 1955.
- Orehoved Station (Oh), fjernstyret krydsningsstation, nedlagt for persontrafik i 1982
- Nørre Alslev Station (Nv)
- Eskilstrup Station (Ek)
- Tingsted Station (Tn), fjernstyret krydsningsstation, nedlagt for persontrafik i 1971.
- Nykøbing F Station (Nf), har forbindelse til Lollandsbanen og havde forbindelse til Stubbekøbing-Nykøbing-Nysted Banen
- Nykøbing Vest (Nfv), forgreningsstation til Lollandsbanen
- Lolland Øst (Lln), fjernstyret krydsningsstation
- Lolland Midt (Llm), fjernstyret krydsningsstation
- Lolland Syd (Lls), fjernstyret krydsningsstation
- Rødby Færge Øst (Rfø), forgreningsstation hvor godstog til færgen sluttede og persontog blev ledt af 2 paralle hovedspor til forskellige afdelinger af Rødby Færge Station ved hhv den østlige og vestlige færgeleje.
- Rødby Færge Station (Rf)

Derudover findes et trinbræt, der bruges i forbindelse med Døllefjelde-Musse Marked.

## Strækninger hvor nedlagt banetracé er bevaret

### Den første Masnedøbane
Ved opførelsen af Storstrømsbroen anlagde man på Masnedø en ny bane, der slog et større sving for at komme op i broens niveau. Den første Masnedøbane gik mere direkte ned til Masnedø Færgehavn. Denne banes tracé er brugt til anlæg af 1 km af Masnedøvej og kan ses i indkørslerne til Viaduktvej 8 mod nord og Masnedøvej 22 mod syd.
- Wikimedia Commons har flere filer relateret til Den første Masnedøbane

### Standsningssteder på Gedserbanen
- Nykøbing F Station (Nf) i km 0,0.
- Væggerløse Station (Vø) i km 6,6. Nedlagt i 1974.
- Marrebæk Trinbræt (Mæ) i km 11,0. Nedlagt i 1971, sidesporet i 1975.
- Fiskebæk Station (Fi) i km 15,0. Nedlagt i 1974.
- Gedesby Trinbræt (Gdb) i km 17,9. Nedlagt i 1971.
- Gedser Station (Ge) i km 22,9.

### Bevarede stationsbygninger på Gedserbanen
- Væggerløse: Stationsvej 1
- Fiskebæk: Fiskebæk Stationsvej 6
- Gedser: Jernbanevejen

### Gedserbanens spor
22½ km af banen er tilgængelig. Den er ikke skiltet som lukket for trafik, og der er stadig lys i overkørselssignalerne. Dansk Jernbane Klubs afdeling i Gedser remise varetager vedligeholdelsen af banen, og driver veterantogskørsel i sommerperioderne, med en skinnebus udlånt af Nordsjællands Veterantog. Efter ombygningen af Nykøbing F Station, blev forbindelsen til Gedserbanen reetableret, og i 2025 kørte der igen veterantog på hele Gedserbanen. Derudover har folkene bag Gedser remise gjort en aktiv indsats for at rekonstruere stationsmiljøet i Marrebæk. Bl.a. er den tidligere stationsbygning, der i mange år havde fungeret som sommerhus, blevet genopsat ved perronen. Denne åbnes for besøg under veterantogskørsler.
- Banen grener fra under Østerbrogade i Nykøbing
- Gennem Lindeskov
- Tilgroet sidespor, lys og bomme i Væggerløse
- Ved Radbjerg eneste vejbro ude på landet
- Banen passerer Marrebæk trinbræt
- Vogterhus ved Fiskebæk Stationsvej
- Gedser station og færgehavn

- Wikimedia Commons har flere filer relateret til Gedserbanen